# Peter Fjodorovič Želtuhin
Peter Fjodorovič Želtuhin (rusko Пётр Фёдорович Желту́хин), ruski general, * 1777, † 1829.
Bil je eden izmed pomembnejših generalov, ki so se borili med Napoleonovo invazijo na Rusijo; posledično je bil njegov portret dodan v Vojaško galerijo Zimskega dvorca.

## Življenje
Leta 1796 je vstopil v Izmailovski polk in že naslednje leto je dosegel čin zastavnika. Sodeloval je v bojih proti Francozom v letih 1805 in 1807; vmes (leta 1806) je bil povišan v polkovnika. 
Bojeval se je tudi proti Švedom (1808-09) ter postal poveljnik Leib grenadirskega polka; z njim se je tudi udeležil patriotske vojne leta 1812. 21. novembra 1812 je bil povišan v generalmajorja. 
Po vojni je bil 6. julija 1817 imenovan za poveljnika grenadirskega polka in 18. aprila 1819 za poveljnika 1. brigade 2. gardne pehotne divizije ter nato za načelnika štaba Gradnega korpusa. 
24. decembra 1824 je bil odpuščen iz vojaške službe, a je bil 12. januarja 1827 aktiviran. 28. januarja istega leta je bil namreč povišan v generalporočnika ter imenovan za vojaškega guvernerja Kijeva. 
Njegov sin, Vladimir Petrovič Želtuhin, je bil tudi general.